# Šoša
Šoša (rusky Шоша) je řeka v Tverské a v Moskevské oblasti v Rusku. Je 163 km dlouhá. Povodí má rozlohu 3 080 km2.

## Průběh toku
Pramení na Moskevské vysočině. Je to pravý přítok Volhy. Ústí do Ivankovské přehrady.

## Vodní stav
Zdroj vody je převážně sněhový. Průměrný roční průtok vody ve vzdálenosti 51 km od ústí činí 8,5 m³/s. Kulminuje v dubnu. Zamrzá v listopadu až v lednu a rozmrzá na konci března až v dubnu.